# Козлов, Данила Сергеевич
Дани́ла Серге́евич Козло́в (род. 19 января 2005, Санкт-Петербург) — российский футболист, полузащитник «Краснодара».

## Биография

### «Зенит»
Начинал играть в футбол в филиале «Зенит-Фрунзенский», воспитанник Академии ФК «Зенит». 25 февраля 2023 года в гостевом матче против «Волги» Ульяновск (3:0) дебютировал за «Зенит» в матче плей-офф Кубка России, выйдя на замену. В чемпионате России дебютировал 29 апреля 2023 года в гостевом матче против «Крыльев Советов» (5:1).

### «Балтика»
31 января 2024 года перешёл в «Балтику». 14 марта 2024 года в 1/4 финала Пути РПЛ Кубка России забил «Локомотиву», тем самым спас от поражения свою команду в основное время и реализовал свой удар в серии пенальти (1:1, 7:6 пен.). В следующей игре игре РПЛ с «Пари НН» Данила вышел в стартовом составе и отдал голевую передачу (2:0).
Всего за 15 матчей в составе «Балтики» на счету Козлова 3 гола и 5 результативных передач. 

### «Краснодар»
27 июня 2024 года Данила подписал контракт с «Краснодаром» до 30 июня 2029 года. 21 июля 2024 года в гостевом матче первого тура Премьер-лиги с «Ахматом» (1:1) дебютировал за клуб в чемпионате.

## Статистика

### Клубная
| Выступление      | Выступление      | Выступление      | Лига | Лига | Кубок | Кубок | Еврокубки | Еврокубки | Итого | Итого |
| Клуб             | Лига             | Сезон            | Игры | Голы | Игры  | Голы  | Игры      | Голы      | Игры  | Голы  |
| ---------------- | ---------------- | ---------------- | ---- | ---- | ----- | ----- | --------- | --------- | ----- | ----- |
| Зенит            | Премьер-лига     | 2022/23          | 2    | 0    | 1     | 0     | —         | —         | 3     | 0     |
| Зенит            | Итого            | Итого            | 2    | 0    | 1     | 0     | —         | —         | 3     | 0     |
| Зенит-2          | Вторая лига      | 2023             | 1    | 0    | —     | —     | —         | —         | 1     | 0     |
| Зенит-2          | Итого            | Итого            | 1    | 0    | —     | —     | —         | —         | 1     | 0     |
| Балтика          | Премьер-лига     | 2023/24          | 10   | 2    | 5     | 1     | —         | —         | 15    | 3     |
| Балтика          | Итого            | Итого            | 10   | 2    | 5     | 1     | —         | —         | 15    | 3     |
| Краснодар        | Премьер-лига     | 2024/25          | 23   | 2    | 9     | 2     | —         | —         | 32    | 4     |
| Краснодар        | Премьер-лига     | 2025/26          | 4    | 0    | 3     | 1     | —         | —         | 7     | 1     |
| Краснодар        | Итого            | Итого            | 27   | 2    | 12    | 3     | —         | —         | 39    | 5     |
| Всего за карьеру | Всего за карьеру | Всего за карьеру | 40   | 4    | 18    | 4     | —         | —         | 58    | 8     |

### Сборная
Молодёжная сборная России
| № | Дата          | Оппонент | Счёт | Голы       | Пасы | Карточки | Минуты  | Соревнование      |
| - | ------------- | -------- | ---- | ---------- | ---- | -------- | ------- | ----------------- |
| 1 | 15 июня 2023  | Беларусь | 5:1  | —          | —    | —        | 34' 56' | Товарищеский матч |
| 2 | 22 марта 2025 | Колумбия | 0:1  | —          | —    | —        | 22' 68' | Товарищеский матч |
| 3 | 23 марта 2025 | Колумбия | 2:2  | 18′ (пен.) | —    | —        | 70' 70' | Товарищеский матч |

Итого: сыграно матчей: 3 матча / забито голов: 1; победы: 1, ничьи: 1, поражения: 1.

## Достижения
«Зенит»
- Чемпион России: 2022/23

«Краснодар»
- Чемпион России: 2024/25
- Мастер спорта 2025г